# エスタディオ・オリンピコ・ペドロ・ルドヴィコ・テイシェイラ
エスタディオ・オリンピコ・ペドロ・ルドヴィコ・テイシェイラ（Estádio Olímpico Pedro Ludovico Teixeira）は、ブラジル・ゴイアス州ゴイアニアにある多目的スタジアム。ゴイアニアECがホームスタジアムとして使用している。単にエスタディオ・オリンピコ (Estádio Olímpico)とも呼ばれる。

## 概要
1940年2月9日に建設工事がスタートし、1941年9月3日のゴイアニアEC対アメリカFCの試合でこけら落としとなった。
スタジアム名の「ペドロ・ルドヴィコ・テイシェイラ」は、地元ゴイアニアの実業家であり、スタジアム建設に金銭面で大きく貢献したペドロ・ルドヴィコ・テイシェイラ氏より取られている。また、1987年にはゴイアニアで発生したゴイアニア被曝事故の影響でこのスタジアムでは被曝が疑われた住民の放射能計測が行われた。
2006年7月、スタジアムの老朽化が進んでいたため、スタジアムを取り壊して新スタジアムを建設する工事がスタートした。取り壊しまでは順調に進んだが、新スタジアム建設は資金難の影響で大幅に遅れ、2016年8月8日に新スタジアムの落成式が開催された。
2021年6月から7月にかけてはコパ・アメリカ2021の会場にも選ばれ、合計7試合が開催された。

## 開催された主な大会
- コパ・アメリカ2021

| 日付          | ホームチーム | 結果         | アウェーチーム | ラウンド  |
| ------------- | ------------ | ------------ | -------------- | --------- |
| 2021年6月14日 | パラグアイ   | 3-1          | ボリビア       | グループA |
| 2021年6月17日 | コロンビア   | 0-0          | ベネズエラ     | グループB |
| 2021年6月20日 | コロンビア   | 1-2          | ペルー         | グループB |
| 2021年6月23日 | エクアドル   | 2-2          | ペルー         | グループB |
| 2021年6月27日 | ブラジル     | 1-1          | エクアドル     | グループB |
| 2021年7月2日  | ペルー       | 3-3 (4-3 p.) | パラグアイ     | 準々決勝  |
| 2021年7月3日  | アルゼンチン | 3-0          | コロンビア     | 準々決勝  |

## ギャラリー

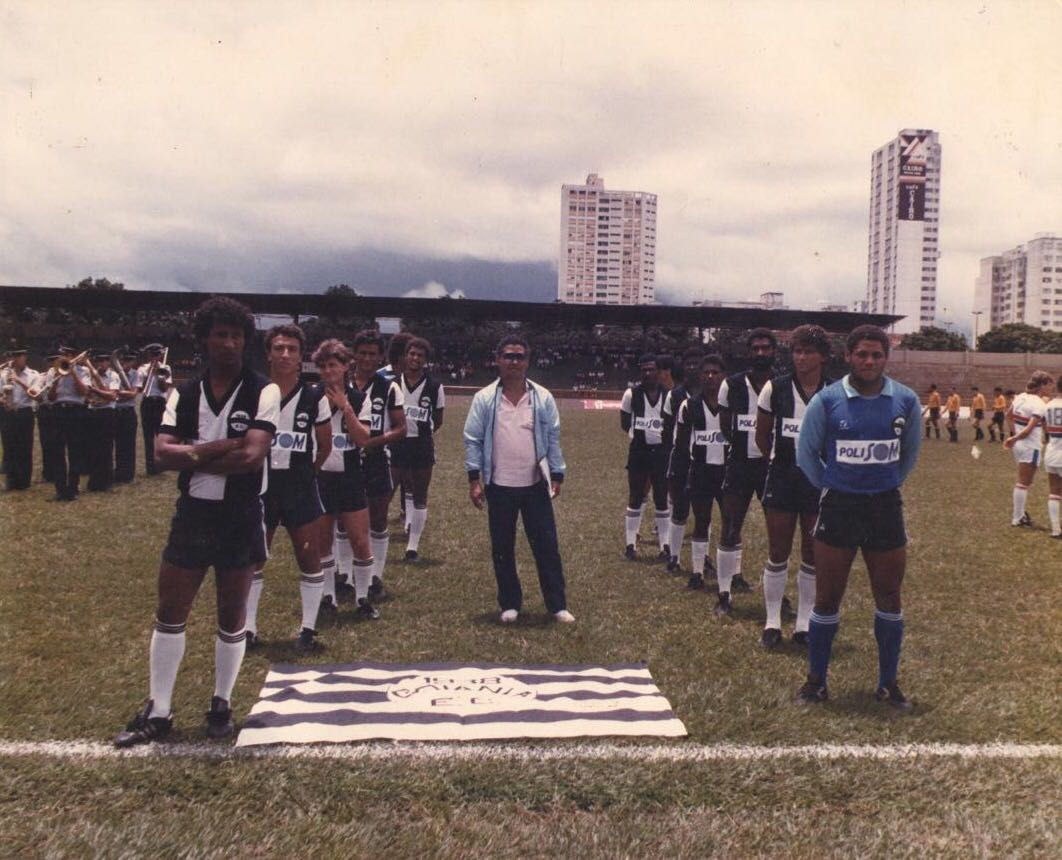
1980年のスタジアム
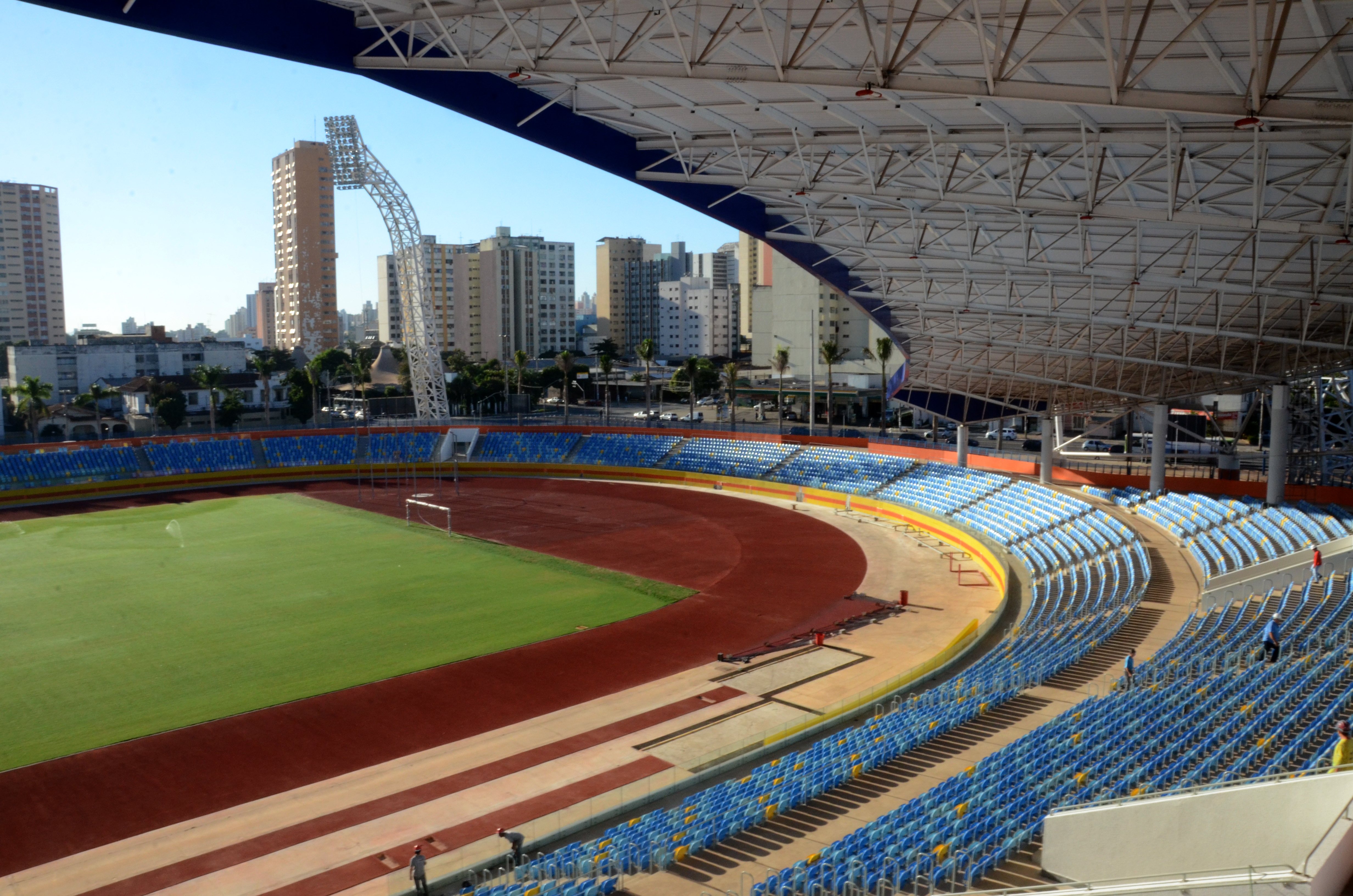
2015年の内観
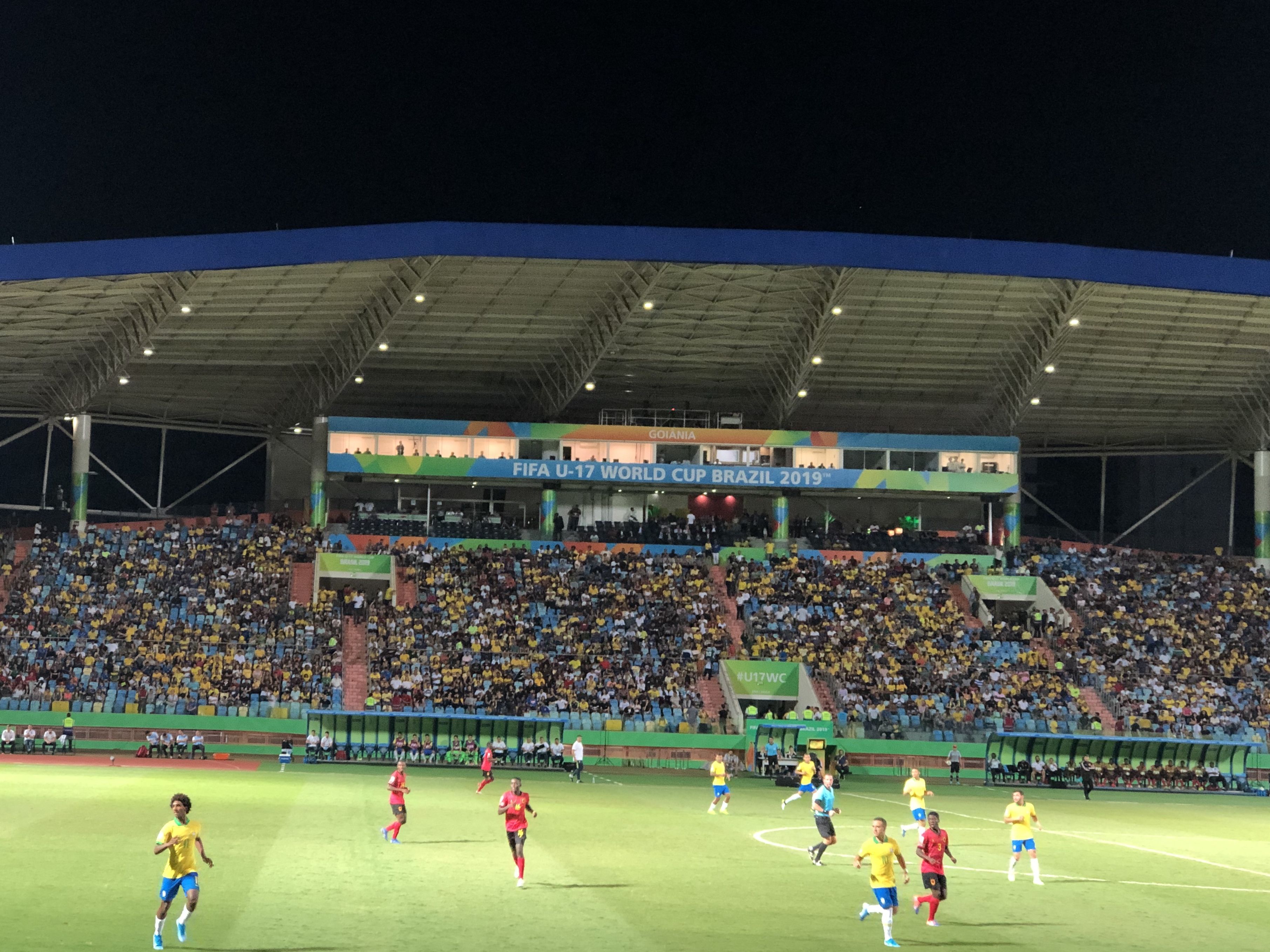
2019年の内観